# ریحانی (تفتان)
ریحانی یک روستا در ایران است که در بخش مرکزی شهرستان تفتان در استان سیستان و بلوچستان واقع شده‌است.

## جمعیت
این روستا در دهستان نازیل قرار دارد و براساس سرشماری مرکز آمار ایران در سال ۱۳۸۵، جمعیت آن ۳۶ نفر (۱۴ خانوار) بوده‌است.